# Scotch Hill
Scotch Hill es un área no incorporada ubicada en el condado de Clarion en el estado estadounidense de Pensilvania.

## Geografía
Scotch Hill se encuentra ubicada en las coordenadas 41°19′36″N 79°15′55″O / 41.32667, -79.26528.